# Крајићи
Крајићи (хрв. Krajići, итал. Craici) су насељено место у општини Опртаљ, Истарска жупанија, Хрватска.

## Историја
До територијалне реорганизације у Хрватској били су у саставу старе општине Бузет.

## Становништво
У попису становништва из 2011. године, Крајићи су имали 12 становника.
| Број становника према пописима | Број становника према пописима | Број становника према пописима | Број становника према пописима | Број становника према пописима | Број становника према пописима | Број становника према пописима | Број становника према пописима | Број становника према пописима | Број становника према пописима | Број становника према пописима | Број становника према пописима | Број становника према пописима | Број становника према пописима | Број становника према пописима | Број становника према пописима |
| ------------------------------ | ------------------------------ | ------------------------------ | ------------------------------ | ------------------------------ | ------------------------------ | ------------------------------ | ------------------------------ | ------------------------------ | ------------------------------ | ------------------------------ | ------------------------------ | ------------------------------ | ------------------------------ | ------------------------------ | ------------------------------ |
| 1857                           | 1869                           | 1880                           | 1890                           | 1900                           | 1910                           | 1921                           | 1931                           | 1948                           | 1953                           | 1961                           | 1971                           | 1981                           | 1991                           | 2001                           | 2011                           |
| 0                              | 0                              | 176                            | 260                            | 228                            | 227                            | 0                              | 0                              | 148                            | 114                            | 45                             | 22                             | 19                             | 17                             | 15                             | 12                             |

Напомена: Године 1857, 1869, 1921. и 1931. подаци су садржани у насељу Опртаљ.